# Bamberger Basketball 2013-2014
Questa voce raccoglie le informazioni riguardanti il Bamberger Basketball nelle competizioni ufficiali della stagione 2013-2014.

## Stagione
La stagione 2013-2014 del Bamberger Basketball è la 40ª nel massimo campionato tedesco di pallacanestro, la Basketball-Bundesliga.

## Roster
Aggiornato al 14 novembre 2022
| Brose Bamberg 2013-14 | Brose Bamberg 2013-14 |
| Giocatori             | Staff tecnico         |
| --------------------- | --------------------- |

| N. | Naz.                                                     | Ruolo | Nome               | Anno | Alt.   | Peso   |  |
| -- | -------------------------------------------------------- | ----- | ------------------ | ---- | ------ | ------ |  |
| 5  | Stati Uniti (bandiera)                                   | P     | John Goldsberry    | 1982 | 191 cm | 83 kg  |  |
| 7  | Stati Uniti (bandiera)                                   | AP    | Rakim Sanders      | 1989 | 196 cm | 100 kg |  |
| 8  | Stati Uniti (bandiera) · Bosnia ed Erzegovina (bandiera) | P     | Zack Wright        | 1985 | 188 cm | 90 kg  |  |
| 9  | Germania (bandiera)                                      | G     | Karsten Tadda      | 1988 | 190 cm | 92 kg  |  |
| 10 | Stati Uniti (bandiera)                                   | P     | Jared Jordan       | 1984 | 188 cm | 87 kg  |  |
| 12 | Germania (bandiera)                                      | P     | Daniel Schmidt     | 1990 | 188 cm | 85 kg  |  |
| 14 | Germania (bandiera)                                      | C     | Philipp Neumann    | 1992 | 209 cm | 110 kg |  |
| 15 | Stati Uniti (bandiera)                                   | C     | Sharrod Ford       | 1982 | 206 cm | 110 kg |  |
| 18 | Germania (bandiera)                                      | GA    | Manuel Rockmann    | 1991 | 193 cm | 85 kg  |  |
| 20 | Germania (bandiera)                                      | A     | Elias Harris       | 1989 | 203 cm | 105 kg |  |
| 21 | Serbia (bandiera)                                        | AG    | Novica Veličković  | 1986 | 205 cm | 105 kg |  |
| 22 | Croazia (bandiera)                                       | AG    | Damir Markota      | 1985 | 208 cm | 102 kg |  |
| 23 | Stati Uniti (bandiera)                                   | AP    | Casey Jacobsen (C) | 1981 | 198 cm | 98 kg  |  |
| 25 | Slovacchia (bandiera) · Germania (bandiera)              | G     | Anton Gavel        | 1984 | 189 cm | 87 kg  |  |
| 31 | Stati Uniti (bandiera)                                   | G     | Jamar Smith        | 1987 | 191 cm | 84 kg  |  |
| 32 | Germania (bandiera)                                      | AG    | Johannes Thiemann  | 1994 | 204 cm | 100 kg |  |
| 33 | Germania (bandiera)                                      | C     | Maik Zirbes        | 1990 | 207 cm | 115 kg |  |
| 40 | Stati Uniti (bandiera)                                   | C     | D'or Fischer       | 1981 | 211 cm | 109 kg |  |

| Allenatore                                                                                |
| - / Chris Fleming                                                                         |
| Assistente/i                                                                              |
| - Arne Woltmann - Stefan Weissenböck Legenda - (C) Capitano - (IN) Inattivo - Infortunato |

## Mercato

### Sessione estiva
| Acquisti | Acquisti          | Acquisti             | Acquisti   | Acquisti |
| R.       | Nome              | da                   | Modalità   |          |
| -------- | ----------------- | -------------------- | ---------- | -------- |
| P        | Zack Wright       | Sptk. S. Pietroburgo | definitivo |          |
| AG       | Novica Veličković | Mega Vizura          | definitivo |          |
| G        | Jamar Smith       | Hap. Gilboa G.E.     | definitivo |          |
| AP       | Rakim Sanders     | Maccabi Tel Aviv     | definitivo |          |
| AG       | Damir Markota     | Beşiktaş             | definitivo |          |
| AG       | Johannes Thiemann | Breitengüßbach       | definitivo |          |

| Cessioni | Cessioni         | Cessioni           | Cessioni       | Cessioni |
| R.       | Nome             | a                  | Modalità       |          |
| -------- | ---------------- | ------------------ | -------------- | -------- |
| GA       | Matt Walsh       | Virtus Bologna     | fine contratto |          |
| AG       | Johannes Richter | Breitengüßbach     | fine prestito  |          |
| A        | Boštjan Nachbar  | Barcellona         | fine contratto |          |
| P        | Alex Renfroe     | Enisey Krasnojarsk | fine contratto |          |

### Dopo l'inizio della stagione
| Acquisti | Acquisti     | Acquisti     | Acquisti         | Acquisti   |
| R.       | Nome         | da           | Data             | Modalità   |
| -------- | ------------ | ------------ | ---------------- | ---------- |
| C        | D'or Fischer | Free agent   | 24 novembre 2013 | definitivo |
| A        | Elias Harris | L.A. Lakers  | 13 dicembre 2013 | definitivo |
| P        | Jared Jordan | Telekom Bonn | 27 febbraio 2014 | definitivo |

| Cessioni | Cessioni          | Cessioni      | Cessioni         | Cessioni    |
| R.       | Nome              | a             | Data             | Modalità    |
| -------- | ----------------- | ------------- | ---------------- | ----------- |
| AG       | Damir Markota     | Bilbao Berri  | 25 novembre 2013 | rescissione |
| C        | Philipp Neumann   | EWE Oldenburg | 20 dicembre 2013 | prestito    |
| AG       | Novica Veličković | Mega Vizura   | 20 febbraio 2014 | rescissione |
| P        | Zack Wright       | Panathīnaïkos | 20 febbraio 2014 | rescissione |